# 우크라이나 총리

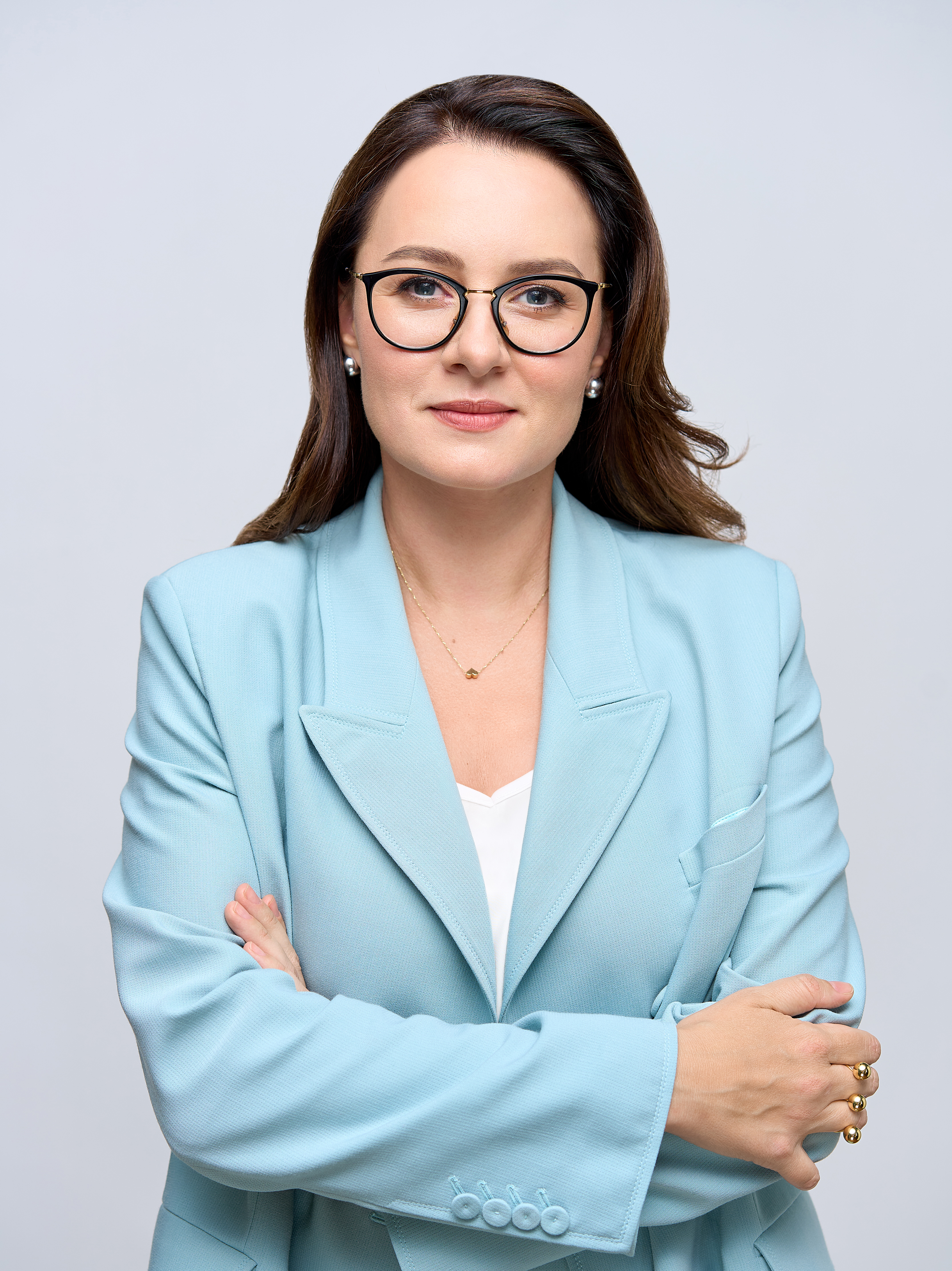
현 총리인 율리아 스비리덴코

우크라이나의 국장

우크라이나 총리(우크라이나어: Прем'єр-міністр України)는 우크라이나의 정부수반이다. 현재 총리는 율리아 스비리덴코이다. 임기는 의회가 조기 해산하지 않는 한 5년이며 중임 제한이 없다.

## 총리 목록 (1991년 ~ 현재)
1. 비톨드 포킨 (1991년 ~ 1992년)
2. 발렌틴 시모넨코 (1992년, 권한대행)
3. 레오니드 쿠치마 (1992년 ~ 1993년)
4. 유힘 즈뱌힐스키 (1993년 ~ 1994년, 권한대행)
5. 비탈리 마솔 (1994년 ~ 1995년)
6. 예우헨 마르키누츠크 (1995년 ~ 1996년)
7. 파울로 라자렌코 (1996년 ~ 1997년)
8. 바실 두르디네츠 (1997년, 권한대행)
9. 발레리 푸스토보이텐코 (1997년 ~ 1999년)
10. 빅토르 유셴코 (1999년 ~ 2001년)
11. 아나톨리 키나흐 (2001년 ~ 2002년)
12. 빅토르 야누코비치 (2002년 ~ 2005년, 첫 번째 임기)
13. 미콜라 아자로우 (2004년, 권한대행)
14. 율리야 티모셴코 (2005년, 첫 번째 임기)
15. 유리 예하누로우 (2005년 ~ 2006년)
16. 빅토르 야누코비치 (2006년 ~ 2007년, 두 번째 임기)
17. 율리야 티모셴코 (2007년 ~ 2010년, 두 번째 임기)
18. 올렉산드르 투르치노우 (2010년, 권한대행)
19. 미콜라 아자로우 (2010년 ~ 2014년)
20. 세르히 아르부조우 (2014년, 권한대행)
21. 올렉산드르 투르치노우 (2014년, 권한대행)
22. 아르세니 야체뉴크 (2014년 ~ 2016년)
23. 볼로디미르 흐로이스만 (2016년 ~ 2019년)
24. 올렉시 혼차루크 (2019년 ~ 2020년)
25. 데니스 시미할 (2020년 ~ 2025년)
26. 율리아 스비리덴코 (2025년 ~ )